# Pogo (televízióadó)
A Pogo (hindiül: पोगो, tamilul: போகோ) egy ázsiai rajzfilmadó, amely 2004. január 1-jén indult el. A tulajdonosa a Turner Broadcasting System. Elérhető hindiül, tamilul és angolul.
Pakisztánban és Bangladesben a Cartoon Network Pakisztánon fut, mint műsorblokk, napi három órában.

## Műsorok
- Cambala Investigation Agency
- F.A.Q.
- M.A.D
- Magicskool
- Sunaina
- Chota Bheem
- Galli Galli Sim Sim
- Thomas, a gőzmozdony
- Mr. Bean
- Takeshi's Castle
- Chaplin & Co.
- Mr. Bean (televíziós sorozat, 2002)
- Skatoony
- Juniper Lee
- Időcsapat